# Crassagena
Crassagena is een geslacht van kevers uit de familie van de loopkevers (Carabidae). De wetenschappelijke naam van het geslacht is voor het eerst geldig gepubliceerd in 2006 door Baehr.

## Soorten
Het geslacht Crassagena is monotypisch en omvat slechts de volgende soort:
- Crassagena depressa Baehr, 2004